# Henry Heusken
Hendrick Conrad Joannes Heusken (20 janvier 1832 – 15 janvier 1861) est un interprète néerlando-américain pour le premier consulat américain au Japon, établi au Gyokusen-ji à Shimoda à la fin de l'époque d'Edo. Il est assassiné par des rōnin anti-étranger.

## Biographie
Heusken naît à Amsterdam de Joannes Franciscus Heusken, qui travaille pour un fabricant de savon, et de Johanna Smit. La famille immigre aux États-Unis et où elle prend la nationalité américaine.
Heusken arrive au Japon en 1856 pour travailler comme assistant et interprète pour Townsend Harris, premier consul général des États-Unis au Japon.
Après avoir dîné le soir du 5 janvier 1861, Heusken se rend à la légation américaine au Zenpuku-ji à Edo. Il est accompagné par trois officiers montés et quatre valets portant des lanternes. La petite troupe tombe alors dans une embuscade tendu par sept Ishin Shishi, dont Shōuhei Imuta, du domaine de Satsuma. Une lutte s'ensuit et Heusken est mortellement blessé. Il parvient tant bien que mal à grimper sur un cheval et part au galop vers la légation américaine qui se trouve à seulement 200 m. Malgré les efforts des médecins, Heusken meurt de ses blessures plus tard dans la nuit. 